# Waiting for the Morning
Waiting for the Morning släpptes på Sonet Norsk Grammofon A/S och utkom i Norge och Sverige den 14 april 1986 och är ett studioalbum av den norska flickduon Bobbysocks. Albumet är popigare än gruppens första och spelades in i Park Studio och Sonet Studio 3 i Stockholm mellan november 1985 och mars 1986, med norska och svenska musiker. Producerade gjorde Sven Dag Hauge, Lars Kilevold, Eivind Rølles.
Albumet innehåller främst nyskriet material av bland andra Rolf Løvland, Ivar Dyrhaug och Torstein Bieler, men även coverversioner som Billy Idols "Hot in the City" och Supremes hitlåt "Where Did Our Love Go". De största hitlåtarna blev "Waiting for the Morning", "Johnny and the Dancing Girls", "Where Did Our Love Go", "Mr. Moon", "Is it Me Tonight" och "Working Heart". Titelspåret blev första singel ut, några månader före albumsläppet, och utkom i flera länder, bland annat i Storbritannien och Västtyskland, där den släpptes både som 7" och som 12"-maxi. Nästa singel ut blev 7"-promon "Johnny and the Dancing Girls", med "Waiting for the Morning" som B-sida.
Albumet släpptes i flera av världens länder. Duon medverkade i flera TV-program i Norge och Sverige under året där de oftast framförde "Waiting for the Morning", men också andra hitlåtar som "Working Heart" och "Johnny and the Dancing Girls".
Första gången publiken fick höra titelspåret var under norska grammisgalan "Spellemannprisen" den 18 januari 1986. 
En vecka före släppdatumet hade albumet sålts i över 60.000 exemplar till skivhandlare runtom i Norge. I och med detta fick Elisabeth Andreasson och Hanne Krogh ta emot sin guldskiva redan på lanseringsdagen. Albumet toppade den norska albumlistan. Under norra hösten 1987 hade albumet sålts i omkring 90.000 exemplar i Norge.
Albumet sålde guld också i Sverige och flera andra europeiska länder. Albumet släpptes också på CD, med bonusspåret "Count Me Down", både 1986 och 1994.
På albumomslagets baksida ses Elisabeth och Hanne bakom ett dukat bord, och på ena stolsryggen hänger en av de rosa paljettjackorna från duons medverkan i Eurovision Song Contest 1985. Hanne hängde av sig sin jacka för att markera att duon nu påbörjat ett nytt kapitel i sin karriär, efter "La det swinge".

## Låtlista
1. Johnny and the Dancing Girls
2. Mr Moon - Hanne
3. Heroes Never Die
4. It is Me Tonight
5. Slow Emotion
6. Count Me Down (CD)
7. Night after Night
8. Waiting for the Morning
9. Where Did Our Love Go
10. Basic Love - Elisabeth
11. Hot in the City
12. Working Heart

## Listplaceringar
| Lista (1986) | Topplacering |
| ------------ | ------------ |
| Norge        | 1            |
| Sverige      | 50           |